# レガシー・エフェクツ
レガシー・エフェクツ（Legacy Effects, LLC）は、アメリカの特殊効果製作スタジオ。主に映画の特殊効果、特殊メイク、アニマトロニクス、特殊スーツ製作などを担当する。

## 歴史
レガシー・エフェクツはスタン・ウィンストン・スタジオのシェイン・マハンらスーパーバイザーたちによって設立された。スタン・ウィンストンの死後、同スタジオは解散となったが、ほぼ同じスタッフを引き継ぐかたちで新しいスタジオとして2008年に立ち上げられた。2009年公開の映画『2012』への参加は、レガシー・エフェクツの最初の仕事となった。2010年には、インド映画『ロボット』の特殊メイクを担当。

## 特殊効果製作
主にハリウッド大作映画の特殊効果や特殊メイクなどを手掛けている。マーベル・シネマティック・ユニバース作品では『アイアンマン2』以降のアイアンマンスーツプロップの製作を担当（『アイアンマン』第一作はスタン・ウィンストン・スタジオが担当）。
2011年の『リアル・スティール』ではアカデミー視覚効果賞にノミネート。

## フィルモグラフィー
2009年
- 2012 2012 - アニマトロニクス効果製作
- アバター Avatar - キャラクターデザイン、特殊プロップ加工（スタン・ウィンストン・スタジオとの連名）

2010年
- シャッター アイランド Shutter Island - 特殊メイク製作
- アリス・イン・ワンダーランド Alice in Wonderland - 特殊メイク、赤の女王の手下デザイン製作
- アイアンマン2 Iron Man 2 - アイアンマンスーツ、ウィップラッシュスーツ製作
- 奇人たちの晩餐会 USA Dinner for Schmucks - アニマトロニクス製作
- パッション・プレイ Passion Play - アニマトロニクス製作
- ロボット Enthiran - アニマトロニクス製作、特殊メイク効果

2011年
- アイ・アム・ナンバー4 I Am Number Four - クリーチャーデザイン
- マイティ・ソー Thor - 氷の巨人特殊メイク・スーツ製作
- カウボーイ & エイリアン Cowboys & Aliens - エイリアン製作
- リアル・スティール Real Steel - アニマトロニクス製作
- トワイライト・サーガ/ブレイキング・ドーン Part1 The Twilight Saga: Breaking Dawn – Part 1 - アニマトロニクス製作、特殊メイク効果
- ザ・マペッツ The Muppets - 80年代ロボット、マペット製作

2012年
- ジョン・カーター John Carter - キャラクター&クリーチャーデザイン
- ハンガー・ゲーム The Hunger Games - キャラクターデザイン
- アベンジャーズ Marvel's The Avengers - アイアンマンスーツ、特殊メイク製作
- スノーホワイト Snow White & the Huntsman - 特殊衣装製作
- アメイジング・スパイダーマン The Amazing Spider-Man - キャラクターデザイン（リザード）、特殊メイク効果
- エイリアン バスターズ The Watch - アニマトロニクス製作
- Halo 4: Forward Unto Dawn Halo 4: Forward Unto Dawn - スーツ及び武器製作
- ボーン・レガシー The Bourne Legacy - 狼のアニマトロニクス製作
- トータル・リコール Total Recall - シンセティックスーツ、アニマトロニクス製作
- ライフ・オブ・パイ/トラと漂流した227日 Life of Pi - アニマトロニクス製作
- トワイライト・サーガ/ブレイキング・ドーン Part2 The Twilight Saga: Breaking Dawn – Part 2 - アニマトロニクス製作、特殊メイク効果

2013年
- オブリビオン Oblivion - 特殊衣装製作
- アイアンマン3 Iron Man 3 - アイアンマンスーツ製作
- ワールド・ウォーZ World War Z - キャラクターデザイン、特殊メイク製作
- パシフィック・リム Pacific Rim - パイロットスーツ製作

2014年
- ロボコップ RoboCop - ロボコップスーツ製作、ロボットの特殊効果製作
- リベンジ・マッチ Grudge Match - 特殊パペット製作
- X-MEN:フューチャー&パスト X-Men: Days of Future Past - 特殊メイク（ミスティーク、ビースト）、実寸大センチネルプロップ製作
- キャプテン・アメリカ/ウィンター・ソルジャー Captain America: The Winter Soldier - スーツデザイン及び製作
- プロジェクト・アルマナック Project Almanac - 特殊プロップ製作
- WISH I WAS HERE 僕らのいる場所 Wish I Was Here - スーツデザイン及び製作
- GODZILLA ゴジラ Godzilla - 特殊効果
- シグナル - The Signal - 特殊効果

2015年
- アベンジャーズ/エイジ・オブ・ウルトロン Avengers: Age of Ultron - 特殊効果（アイアンマン及び特殊スーツ製作、ライティング効果）
- ジュラシック・ワールド Jurassic World - 特殊効果、アニマトロニクス製作
- ターミネーター:新起動/ジェニシス Terminator Genisys - 特殊効果、アニマトロニクス製作
- レヴェナント: 蘇えりし者 The Revenant - 特殊効果、アニマトロニクス製作

2016年
- ジャングル・ブック The Jungle Book - 特殊効果（実写用プロップ、デジタルインターフェイス）
- X-MEN:アポカリプス X-Men: Apocalypse - 特殊メイク（アポカリプス、ミスティーク、ビースト）、アポカリプス特殊スーツ製作
- シビル・ウォー/キャプテン・アメリカ Captain America: Civil War - アイアンマン及び特殊スーツ製作
- スーサイド・スクワッド Suicide Squad - 特殊効果、コスチューム製作

2017年
- ガーディアンズ・オブ・ギャラクシー:リミックス Guardians of the Galaxy Vol. 2 - 特殊メイク効果
- スパイダーマン:ホームカミング Spider-Man: Homecoming - 特殊効果

2022年-
- スタートレック:ストレンジ・ニュー・ワールド　Star Trek: Strange New Worlds - 補装具による特殊メイク